# Pentodon pentandrus
Pentodon pentandrus là một loài thực vật có hoa trong họ Thiến thảo. Loài này được (Schumach. & Thonn.) Vatke mô tả khoa học đầu tiên năm 1875.

## Hình ảnh

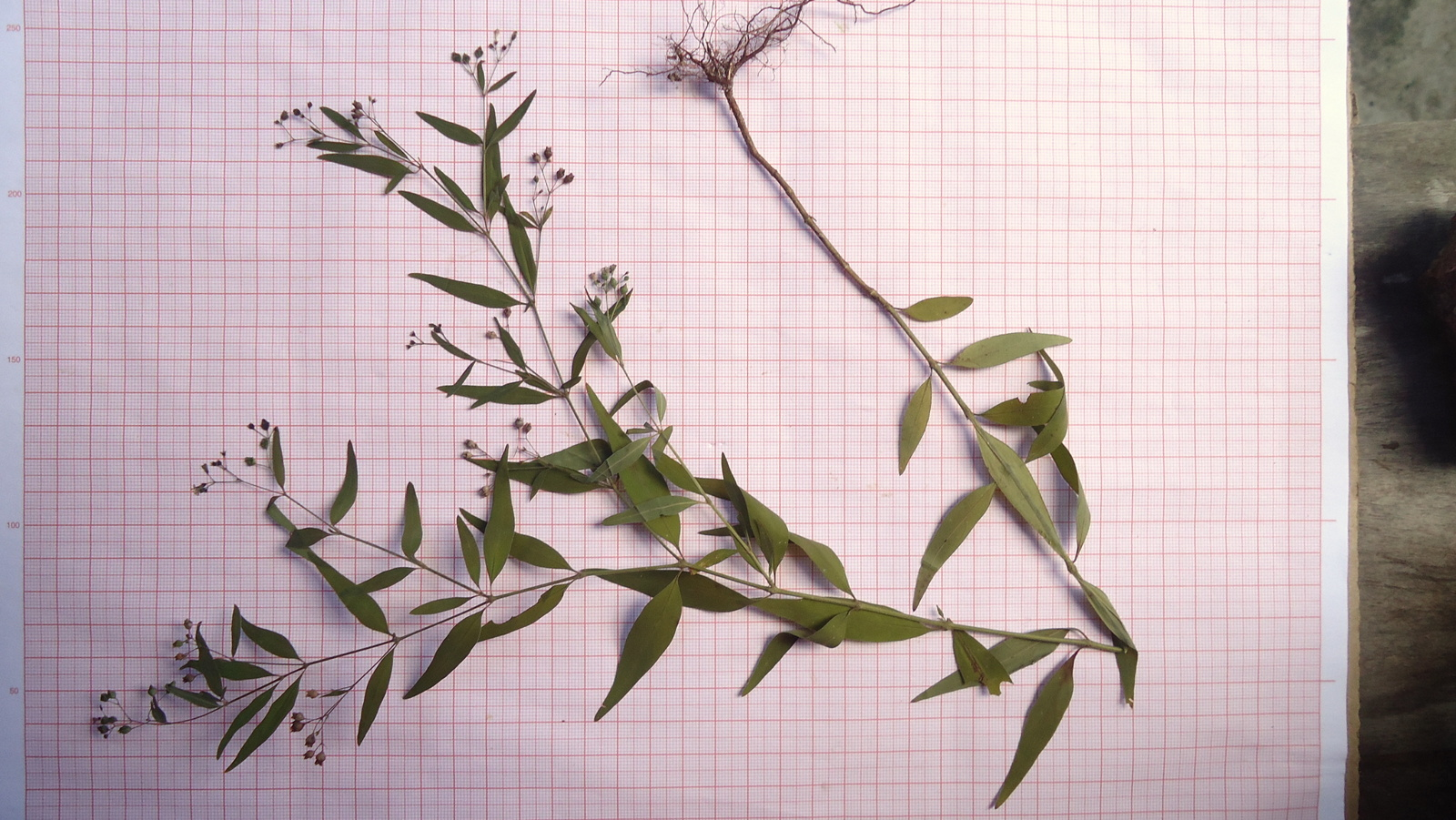
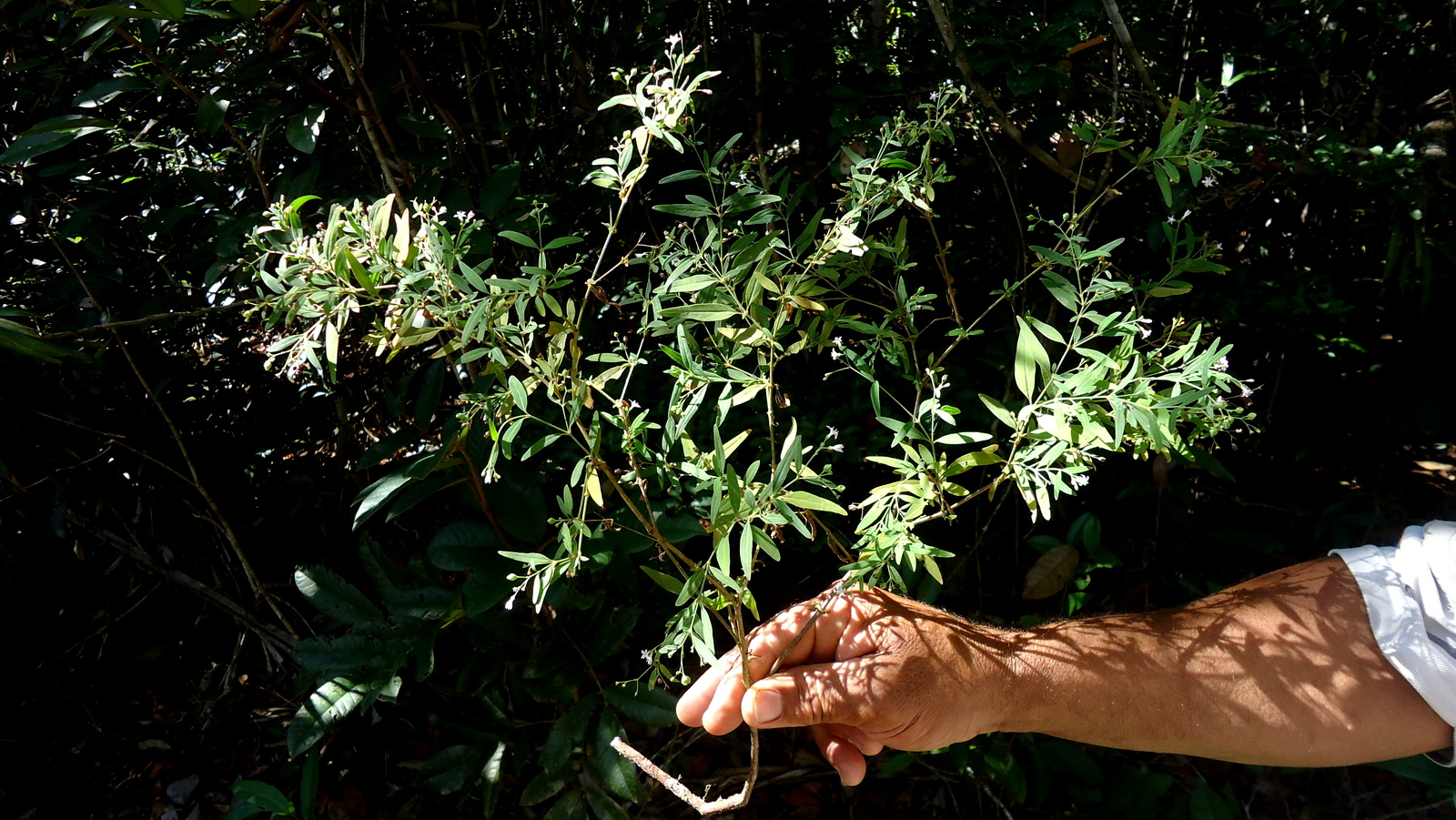
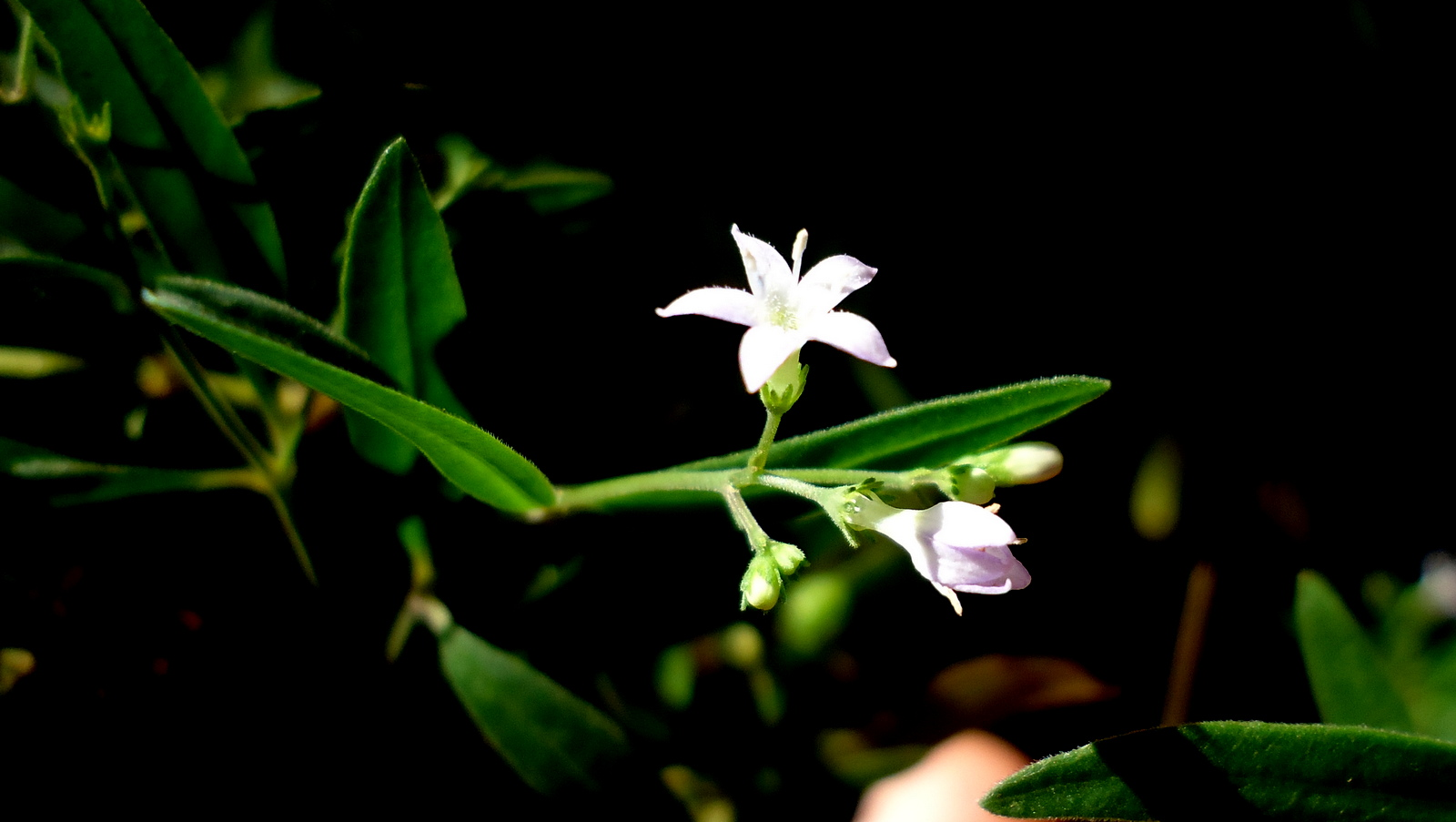
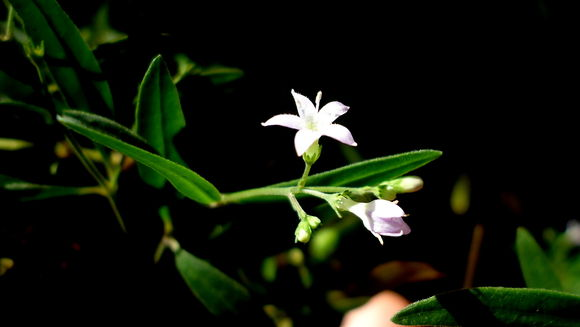